# Мілош Керкез
Мілош Керкез (угор. Milos Kerkez, нар. 7 листопада 2003, Вербас) — угорський футболіст, захисник англійського клубу «Ліверпуль».
Виступав, зокрема, за клуби «Дьєр» та АЗ, а також національну збірну Угорщини.

## Клубна кар'єра
Народився 7 листопада 2003 року в місті Вербас. Вихованець юнацьких команд футбольних клубів «Рапід» (Відень), «Дьєр» та «Мілан».
У дорослому футболі дебютував 2020 року виступами за команду «Дьєр», у якій провів один сезон, взявши участь у 16 матчах чемпіонату. 
Своєю грою за цю команду привернув увагу представників тренерського штабу клубу АЗ, до складу якого приєднався 2022 року. Відіграв за команду з Алкмара наступний сезон своєї ігрової кар'єри. Більшість часу, проведеного у складі «АЗ», був основним гравцем захисту команди.
До складу клубу «Борнмут» приєднався 2023 року. Відіграв за клуб з Борнмута 66 матчів в національному чемпіонаті.
26 червня 2025 року Керкез приєднався до «Ліверпуля», підписавши п’ятирічний контракт. Сума трансферу, за повідомленнями, склала £40 млн.

## Виступи за збірні
У 2020 році дебютував у складі юнацької збірної Угорщини (U-17), загалом на юнацькому рівні взяв участь у 2 іграх.
Протягом 2021–2022 років залучався до складу молодіжної збірної Угорщини. На молодіжному рівні зіграв у 8 офіційних матчах.
У 2022 році дебютував в офіційних матчах у складі національної збірної Угорщини.
| Дата       | Місто         | Господарі  | Результат | Гості    | Турнір                               | Голи | Примітки |
| ---------- | ------------- | ---------- | --------- | -------- | ------------------------------------ | ---- | -------- |
| 23-9-2022  | Лейпциг       | Німеччина  | 0 – 1     | Угорщина | Ліга націй УЄФА 2022-2023 - 1-й етап | -    |          |
| 26-9-2022  | Будапешт      | Угорщина   | 0 – 2     | Італія   | Ліга націй УЄФА 2022-2023 - 1-й етап | -    | 57'      |
| 17-11-2022 | Люксембург    | Люксембург | 2 – 2     | Угорщина | товариський матч                     | -    |          |
| 20-11-2022 | Будапешт      | Угорщина   | 2 – 1     | Греція   | товариський матч                     | -    | 53'      |
| 23-3-2023  | Будапешт      | Угорщина   | 1 – 0     | Естонія  | товариський матч                     | -    |          |
| 27-3-2023  | Будапешт      | Угорщина   | 3 – 0     | Болгарія | Відбір до ЧЄ 2024                    | -    |          |
| 17-6-2023  | Подгориця     | Чорногорія | 0 – 0     | Угорщина | Відбір до ЧЄ 2024                    | -    |          |
| 20-6-2023  | Будапешт      | Угорщина   | 2 – 0     | Литва    | Відбір до ЧЄ 2024                    | -    | 79'      |
| 7-9-2023   | Белград       | Сербія     | 1 – 2     | Угорщина | Відбір до ЧЄ 2024                    | -    | 70'      |
| 10-9-2023  | Будапешт      | Угорщина   | 1 – 1     | Чехія    | товариський матч                     | -    | 90+4'    |
| 14-10-2023 | Будапешт      | Угорщина   | 2 – 1     | Сербія   | Відбір до ЧЄ 2024                    | -    |          |
| 17-10-2023 | Каунас        | Литва      | 2 – 2     | Угорщина | Відбір до ЧЄ 2024                    | -    | 46'      |
| 16-11-2023 | Софія (місто) | Болгарія   | 2 – 2     | Угорщина | Відбір до ЧЄ 2024                    | -    | 44', 57' |
| Усього     |               | Матчів     | 13        |          | Голів                                | 0    |          |